# Cresent Hardy

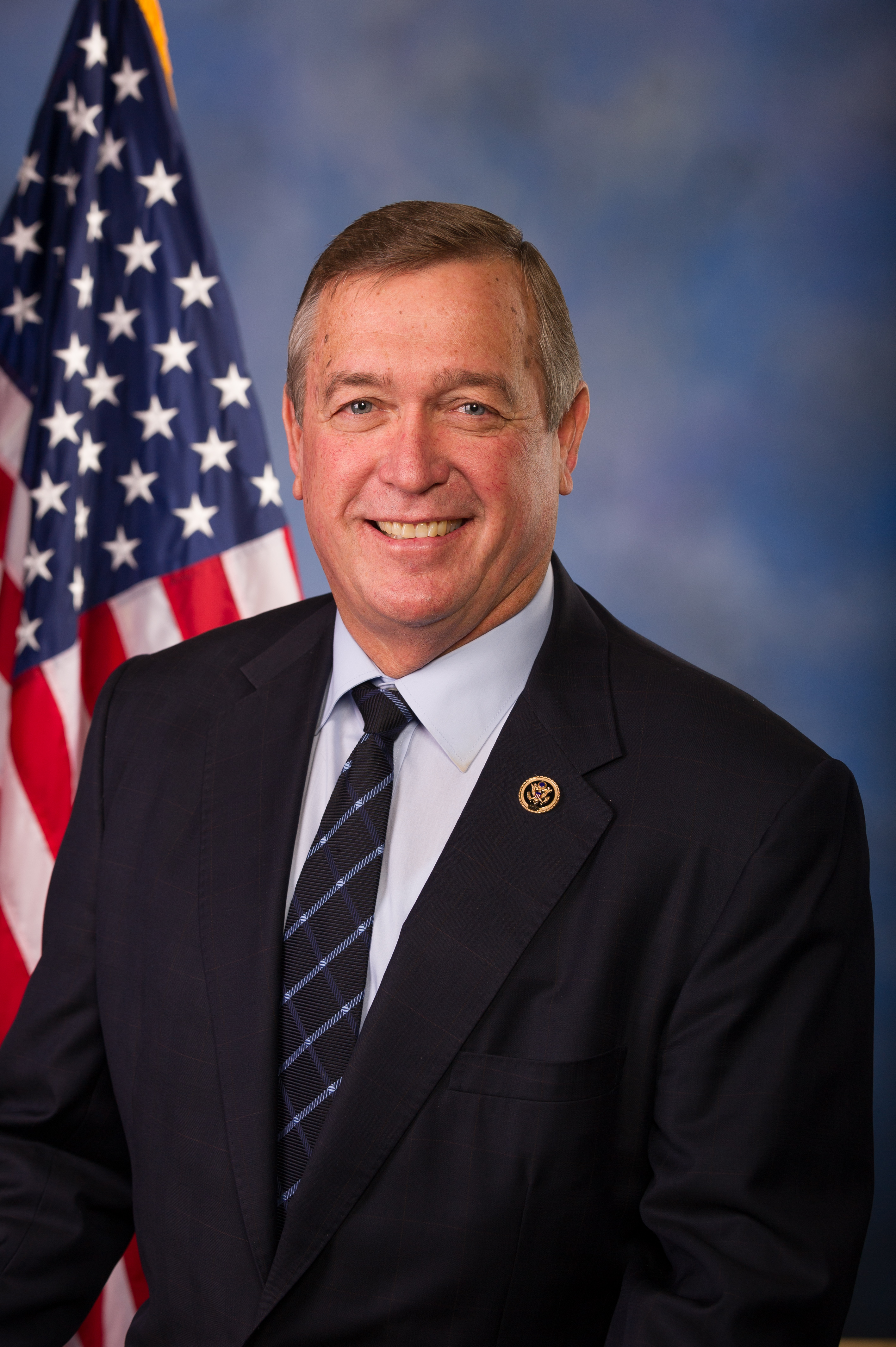
Cresent Hardy (2015)

Cresent Leo Hardy (* 23. Juni 1957 in Mesquite, Nevada) ist ein US-amerikanischer Politiker der Republikanischen Partei. Von Januar 2015 bis Januar 2017 vertrat er den Bundesstaat Nevada im US-Repräsentantenhaus. Er unterlag bei den Wahlen 2016 und 2018 für sein früheres Mandat.

## Werdegang
Cresent Hardy besuchte bis 1975 die Virgin Valley High School in Mesquite. Danach absolvierte er das Dixie State College in St. George im Bundesstaat Utah. Anschließend betätigte er sich als Bauunternehmer.
Von 1997 bis 2002 saß er im Stadtrat von Mesquite, zwischen 2011 und 2014 war er Abgeordneter in der Nevada Assembly.
Bei der Wahl 2014 wurde Hardy im vierten Kongresswahlbezirk Nevadas in das US-Repräsentantenhaus in Washington, D.C. gewählt, wo er am 3. Januar 2015 die Nachfolge des Demokraten Steven Horsford antrat, den er bei der Wahl geschlagen hatte. Bei der Präsidentschaftswahl 2016 unterstützte er anfänglich Donald Trump. Im Oktober 2016 erklärte er aber, Trump nicht zu wählen. Er selbst unterlag bei der zeitgleichen Wahl fürs Repräsentantenhaus dem demokratischen Kandidaten Ruben Kihuen und schied daher am 3. Januar 2017 aus dem Kongress aus.
Hardy trat für die Wahl 2018 wiederum für den 4. Kongresswahlbezirk Nevadas an und gewann die Vorwahl der Republikaner mit 47,4 Prozent der Stimmen. Er traf bei der Hauptwahl im November 2018 wiederum auf Steven Horsford an, den er 2014 geschlagen hatte, nachdem Kihuen wegen angeblicher sexueller Belästigung nicht wieder angetreten war. Politische Beobachter sahen bei dieser Halbzeitwahl in Donald Trumps Präsidentschaft Vorteile für Horsford. Horsford gewann die Wahl mit 52,0 zu 43,7 Prozent und gut 19.000 Stimmen Vorsprung. Im Wahlkampf hatte Hardy die Stärkung der nationalen Sicherheit und der Transportinfrastruktur betont, während Horsford Verbesserungen bei der Bildung und eine erschwingliche Krankenversicherung in den Mittelpunkt gestellt hatte.

## Belege
1. ↑  Steven Horsford, Cresent Hardy win Nevada 4th Congressional District primaries. In: The Washington Post, 8. August 2018.
2. ↑  2018 Midterm Election Forecast: Nevada 4th. In: FiveThirtyEight.
3. ↑  Bill Dentzer: Horsford beats Hardy in rematch for Nevada’s 4th Congressional District. In: Las Vegas Review-Journal, 7. November 2018
4. ↑  Wahlergebnis bei Our Campaigns.

| Personendaten    | Personendaten                           |
| ---------------- | --------------------------------------- |
| NAME             | Hardy, Cresent                          |
| ALTERNATIVNAMEN  | Hardy, Cresent Leo (vollständiger Name) |
| KURZBESCHREIBUNG | US-amerikanischer Politiker             |
| GEBURTSDATUM     | 23. Juni 1957                           |
| GEBURTSORT       | Mesquite, Nevada                        |